# Івіндо (національний парк)
Національний парк Івіндо — національний парк у східно-центральній частині Габону. Його створення було оголошено в серпні 2002 року тодішнім президентом Омаром Бонго на саміті Землі в Йоганнесбурзі разом із 12 іншими наземними національними парками Габону. Найвідоміший за вражаючі водоспади Конгоу та Мінгоулі на річці Івіндо, відомі як «чудеса Івіндо»,  парк також включає біосферний заповідник Іпасса Макоку та Лангуе Баї, одну з 5 найважливіших лісових галявин у Центральній Африці. У 2021 році парк було включено до списку Всесвітньої спадщини ЮНЕСКО за його видатне біорізноманіття та відносно незайману екосистему тропічних лісів.

## Біорізноманіття
Парк охоплює 300 000 га (3000 км), майже вся його територія вкрита лісом із сумішшю атлантичних прибережних лісів Нижньої Гвінеї та напівлистяних лісів, типових для центрального басейну Конго. Старі ліси на півдні містять географічно унікальну популяцію Caesalpinioideae (квітка павича), яка, у свою чергу, забезпечує середовище існування для дуже різноманітних метеликів, птахів і ссавців. Парк є важливим середовищем існування для таких тварин, як західна рівнинна горила, звичайний шимпанзе, африканський лісовий буйвол, червона річкова свиня, ситатунга та африканська золота кішка, а також одна з останніх відносно неушкоджених популяцій лісових слонів. Відомі види птахів включають зникаючих сірошийних кам’яних птахів і сірих папуг. Всього на сьогодні в парку зареєстровано понад 430 видів птахів.
У парку досить багато струмків і водоспадів, які сприяють диверсифікації прісноводних видів. У парку мешкає багато видів риб, 13 з яких знаходяться під загрозою зникнення. Існує щонайменше 7 видів річкових рослин Podostemaceae, і кожен басейн водоспаду може містити унікальну водну флору. Річка Діджі також забезпечує важливе середовище існування тонкомордого крокодила, що знаходиться під загрозою зникнення.

## Історія та збереження
Починаючи з 2001 року, ще до створення парку, WCS вивчав і охороняв південний регіон парку, зосереджений у Langoué Bai. У 2004 році WCS побудував табір 3 км від Langoué Bai, з житлом та офісами для дослідників, що надає важливу інформацію про екологію бая, а присутність дослідників захищає тварин від браконьєрів.

## Зовнішні посилання
- Fondation Internationale Gabon Ecotourisme (FIGET), Міжнародна фундація габонського екотуризму
- Товариство охорони дикої природи
- Національний парк Івіндо - Агентство національних парків
- Віртуальний тур по національних парках
- Institut de Recherche en Ecologie Tropicale (IRET)
- Дослідницькі станції в парках Габону, зокрема Іпасса та Лангуе Бай